# Gerard III van Vorselaar
Gerard III van Vorselaar (?-1381) was heer van de heerlijkheden Vorselaar, Kasterlee, Lichtaart, Retie en Hoogstraten.
Hij was een zoon uit het tweede huwelijk van Gerard II van Vorselaar uit het huis van Rotselaar met Maria van Hellebeke. Hij was gehuwd met Maria van Bautersem, van Bergen. Ze hadden geen kinderen.
Hij was in zijn tijd baanderheer, vermelding in 1357 en 1372, van het hertogdom Brabant. Hij behoorde tot de nauwe vertrouwelingen van hertog-gemaal Wenceslaus I van Luxemburg. Hij speelde een belangrijke rol in de volksopstand in 1360 in Leuven. Hij nam deel aan de Slag bij Baesweiler in 1371. Hij investeerde veel geld in zijn kasteel in Vorselaar waardoor zijn schulden opliepen.
In 1363 kocht hij het land van Hoogstraten van Jan V van Cuijk die onder voogdij stond van Hendrik van Cuijk. Op 10 oktober 1370 kocht hij van Jan van Landewijck de heerlijkheden Kasterlee, Lichtaart en Retie. Na zijn dood in 1381 gingen deze eigendommen Vorselaar, Lichtaart en Retie terug naar het huis van Rotselaar. Deze bleven een geheel gedurende 500 jaar. Jan V van Cuijk kocht Hoogstraten terug van de testamentairs om het daarna onmiddellijk door te verkopen aan zijn neef Jan IV van Hoogstraten.

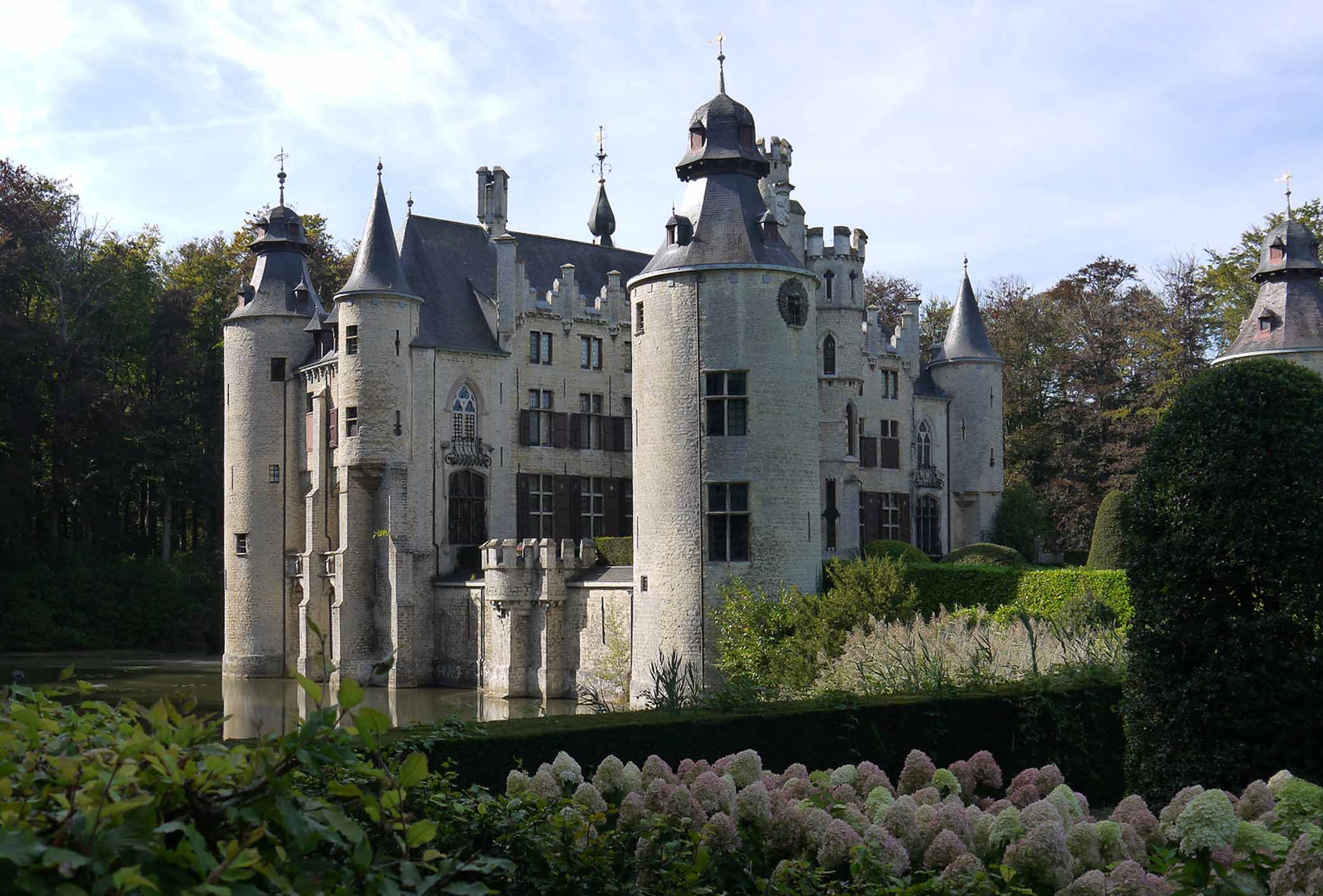
Kasteel van Vorselaar

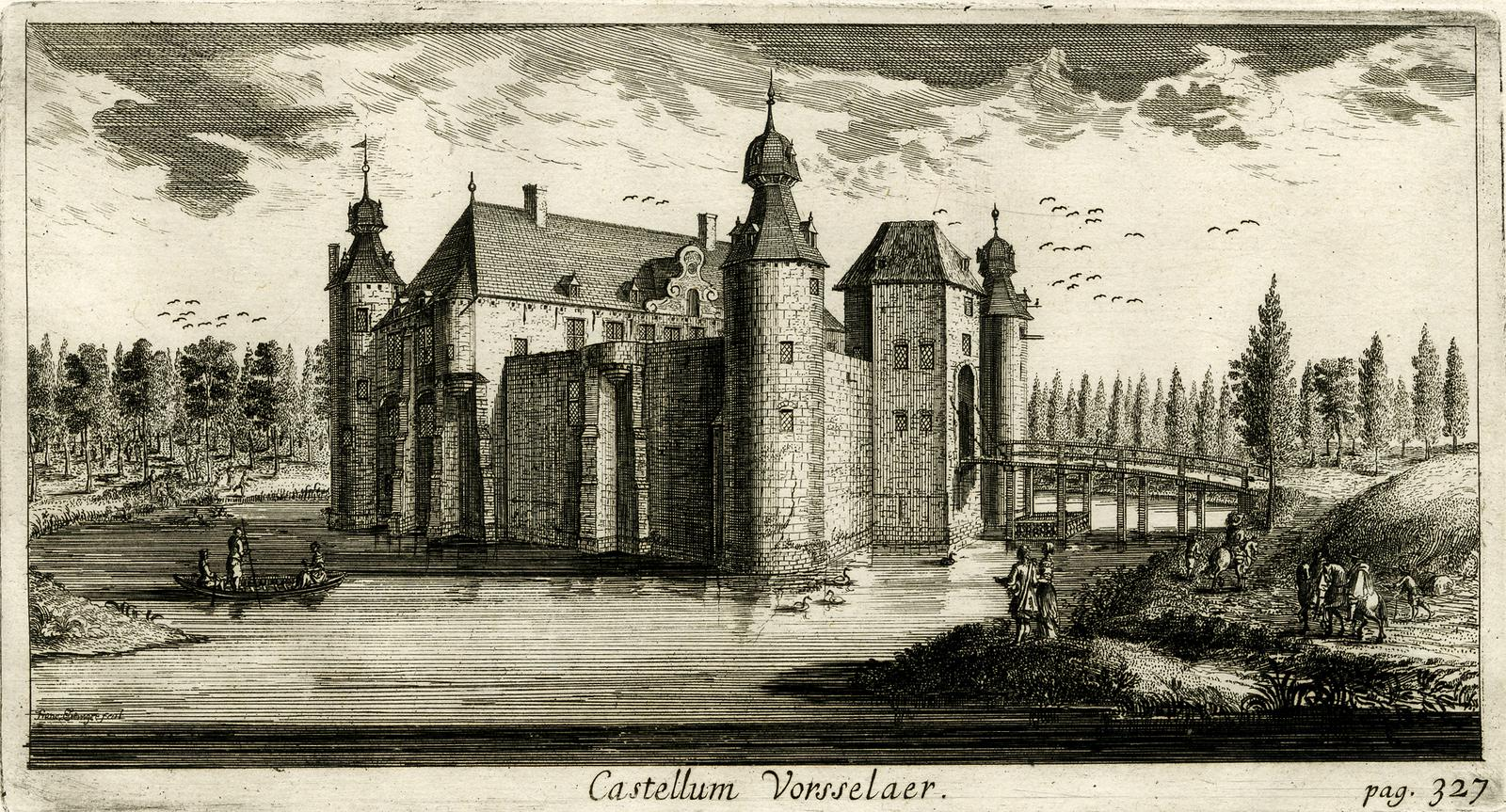
Kasteel van Vorselaar, Jacob Le Roy's "Notitia Marchionatus Sacri Romani Imperii" (Amsterdam: 1678), p.327